# Herdorf
Herdorf település Németországban, Rajna-vidék-Pfalz tartományban. Lakosainak száma 6661 fő (2023. december 31.).

## Népesség
A település népességének változása:
| Lakosok száma | 7420 | 6563 | 6498 | 6615 | 6651 | 6661 |
|               | 1975 | 2017 | 2019 | 2021 | 2022 | 2023 |